# Cicurina modesta
Cicurina modesta là một loài nhện trong họ Dictynidae.
Loài này thuộc chi Cicurina. Cicurina modesta được Willis J. Gertsch miêu tả năm 1992.